# Félix Suazo
Félix Suazo (La Habana, Cuba, 1966) es un destacado profesional en el ámbito del arte contemporáneo, reconocido por su labor como escritor, curador, crítico de arte, profesor e investigador, con una amplia trayectoria en Cuba, Venezuela, España y Estados Unidos.

## Carrera
Suazo se graduó en el Instituto Superior de Arte de La Habana (ISA) con mención en Escultura en 1990. Posteriormente, completó una Maestría en Museología en la Universidad de Valladolid, España, entre octubre de 2002 y febrero de 2003, gracias a una beca otorgada por la Fundación Carolina. 
En Cuba, coordinó y participó como artista en algunas de las muestras más significativas  del movimiento artístico cubano de la década de los ochenta como el “Proyecto Castillo de la Fuerza” (1989) y “El Objeto Esculturado” (1990). 
A lo largo de su carrera, además, ha desempeñado roles destacados en diversas instituciones culturales y académicas. Entre 1997 y 2003, trabajó como investigador en la Galería de Arte Nacional (GAN), Caracas. Luego, ocupó la posición de investigador en el Museo de Arte Contemporáneo de Caracas (MAC) desde 2004 hasta 2008. Desde 2008 hasta 2013, fue Coordinador de Exposiciones y Curador en Periférico Caracas / Arte Contemporáneo. Entre 2015 y 2018, se desempeñó como Gerente de la Sala TAC en la Fundación Cultural Trasnocho, en Caracas. También fungió como curador pedagógico en la 14ª Bienal de Cuenca 2018.
También, desde el año 2007, Suazo es miembro del equipo gestor de El Anexo Arte Contemporáneo, un proyecto dedicado a la promoción y difusión del arte contemporáneo en Venezuela.
Desde 2018, Suazo reside en Miami, Florida, donde es coeditor del boletín About Images, una publicación editada por ArtMedia Gallery, y curador de IDArtLab. 

## Publicaciones

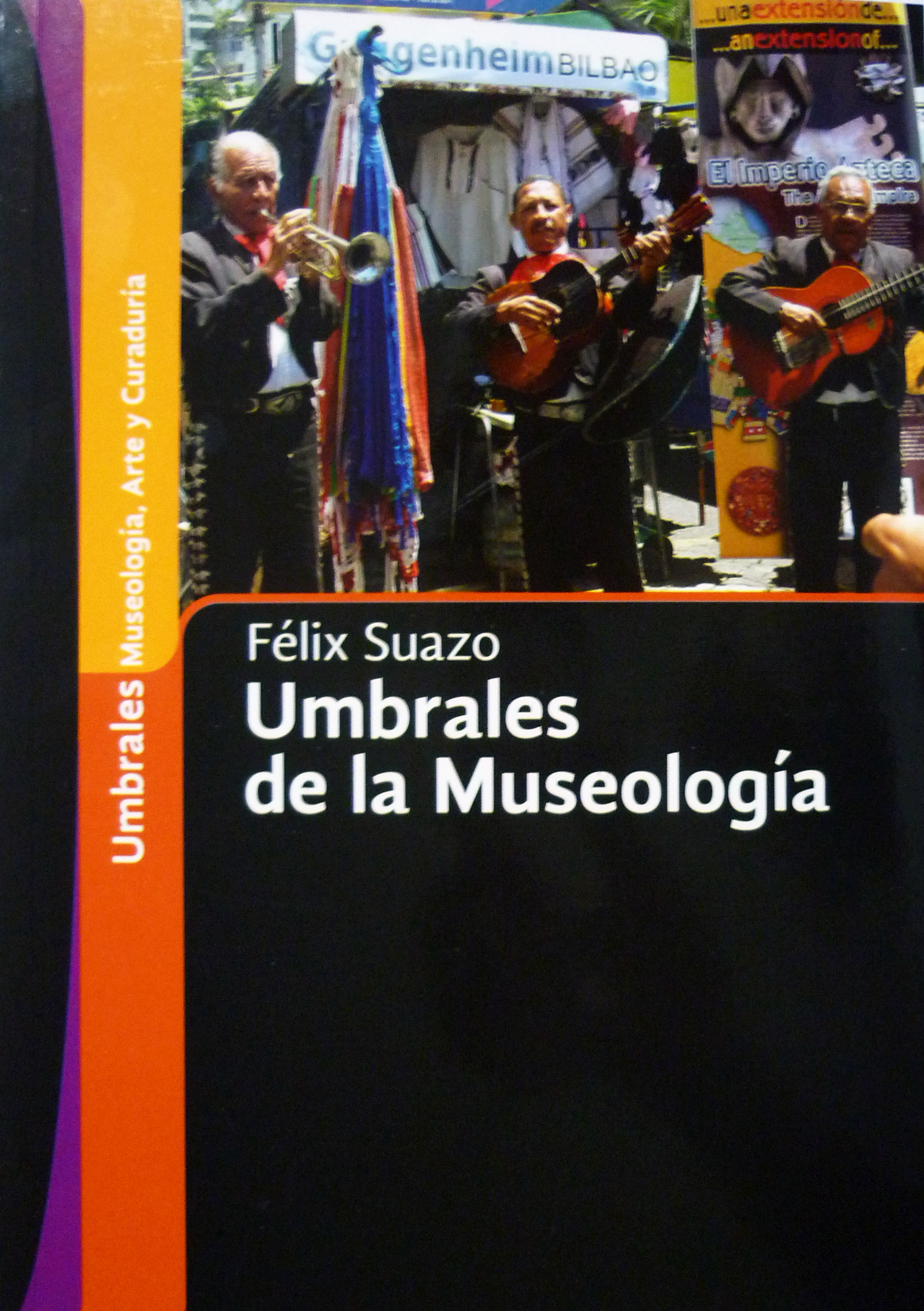
Portada del libro de Félix Suazo, Umbrales de la Museología

Félix Suazo es autor de varias publicaciones importantes en las que aborda temas cruciales en el arte y la política. Algunos de sus libros más destacados incluyen "A diestra y siniestra. Comentarios sobre arte y política" (2005), "Umbrales de la museología" (2013) y "Panorámica. Arte Emergente en Venezuela, 2000-2012" (2014). 
En su obra “Umbrales de Museología”, el autor aborda sus experiencias e investigaciones en el área de la museología desde tres perspectivas principales, la del investigador, la de los artistas y la del visitante.
Además, Suazo ha realizado una amplia contribución bibliográfica a través de su participación como autor, coautor y colaborador en diferentes libros, diccionarios y enciclopedias, entre ellos:
- Arte Contemporáneo de Venezuela VOL 2. Caracas: Villa Editores, 2022. ISBN: 978-2-9577456-0-9[9]
- Sigfredo Chacón: Crossings. México. Turner, 2022. ISBN-13: 978-8418428692
- Enciclopedia italiana dell’arte contemporanea. Roma: Istituto dell'Enciclopedia italiana Treccani, 2021. ISBN:9788812009244
- Cerámica venezolana: 1955-2008. Caracas: Mercantil Arte y Cultura, 2016. ISBN: 978-980-7667-01-2
- Felix Perdomo. Caracas: Editemos, 2015. ISBN 13: 978-980-7391-08-5
- Media Art Ecologia desde el arte digital. Caracas: Fundación Centro Cultural BOD, 2015. ISBN: 978-980-6334-66-3
- El Ojo de la Ballena Daniel González. Caracas: Monroy Editor, Douglas Hernnan Monrroy López, 2014. ISBN: 978-980-12-7640-1
- Antoni Muntadas: La construcción del miedo. Caracas: Asociación Civil Periférico Caracas Arte Contemporáneo, 2013. ISBN: 978-980-7501-07-1
- Gego: Tejeduras, Bichitos y Libros. Caracas: Asociación Civil Periférico Caracas Arte Contemporáneo, 2013. ISBN: 978-980-7501-06-4
- Histórica. Memoria y Territorio. Colección Mercantil 2012. Caracas: Fundación Mercantil, 2012. ISBN: 978-980-6699-18-2
- Daniel Medina: Mitografías y Desapariciones. Caracas: Asociación Civil Periférico Caracas Arte Contemporáneo, 2012. ISBN: 978-980-7501-04-0
- Jorge Pedro Núñez | Inevitable y Obvio. Caracas: Asociación Civil Periférico Caracas Arte Contemporáneo, 2012. ISBN: 978-980-7501-03-3
- Luís Molina-Pantin /Nuevas Adquisiciones. Caracas: Asociación Civil Periférico Caracas Arte Contemporáneo, 2012. ISBN: 978-980-7501-02-6
- James Mathinson. Caracas: Fundación Centro Cultural BOD, 2012. ISBN: 978-980-6334-59-5
- Asdrúbal Colmenárez. Psicomecánicos y Otras Proposiciones. Caracas: Asociación Civil Periférico Caracas Arte Contemporáneo, 2012. ISBN: 978-980-7501-00-2
- Claroscuro / Light-Dark. Caracas: Espacio GBG Arts, C.A., 2011. ISBN: 978-980-7435-00-0
- Histórica. Memoria y Territorio. Colección Mercantil. Caracas: Fundación Mercantil, 2009. ISBN: 978-980-6699-14-4
- Alberto Cavalieri. Caracas: Galería Freites, 2009. ISBN: 978-980-6904-14-9
- Alí González. Caracas: Fuenmayor Orta, Jesús Enrique, 2008. ISBN: 978-980-12-3470-8
- Carlos Quintana. Caracas: Instituto de las Artes de la Imagen y el Espacio, 2008. ISBN: 978-980-7039-80-2
- Barbaro Rivas: Expresiones Emotivas. Caracas: Fundacion para Promocion de las Artes, 2007. ISBN-13:  978-9807104005
- Arte Contemporáneo de Venezuela. Caracas: Francisco Villanueva Editores, 2006. ISBN: 980-121451-1[10]
- Régulo. El Mundo Encontrado en el Mundo Perdido. Neo - Impresión - Ismo - Digital. Homenaje a Rafael Pineda. Caracas: Fundación Museos Nacionales/ Museo de Arte Contemporáneo, 2006. ISBN 978-980-272-253-2
- Asdrúbal Colmenárez. Edipo Rey. Laberinto del Ser. Caracas: Fundación Museos Nacionales/ Museo de Arte Contemporáneo, 2006. ISBN 978-980-272-258-7
- Panorama. Alfredo Ramírez. Caracas: Fundación Museos Nacionales/ Museo de Arte Contemporáneo, 2006. ISBN 978-980-272-252-5
- Art Digital Video. Cinemáticos: Nuevos Lenguajes / Caracas Video Pack. Videoarte Actual. Caracas: Fundación Museos Nacionales/ Museo de Arte Contemporáneo, 2006. ISBN 978-980-272-248-8
- Diccionario biográfico de  las artes visuales de Venezuela. Caracas: Fundación Galería de Arte Nacional, 2005. ISBN: 980-6420-18-7
- De la Tierra. Cerámica en la Colección MACCSI. Caracas: Fundación Museos Nacionales/ Museo de Arte Contemporáneo, 2005. ISBN 978-980-272-242-6
- María Eugenia Arria. Caracas: Fundación Museos Nacionales- Galería de Arte Nacional. 1999. ISBN: 978-980-6420-26-7